# Gemini 10
Gemini 10 (oficialment Gemini X) va ser un vol espacial tripulat en 1966 sota el programa Gemini de la NASA. Va ser el 8è vol tripulat del Gemini, el 16è vol tripulat americà i el 24è de la història (s'inclouen els vols del X-15 sobre els 100 km).

## Tripulació
| Posició         | Astronauta                          | Astronauta                          |
| --------------- | ----------------------------------- | ----------------------------------- |
| Pilot Comandant | John W. Young Segon vol espacial    | John W. Young Segon vol espacial    |
| Pilot           | Michael Collins Primer vol espacial | Michael Collins Primer vol espacial |

### Tripulació de reserva
| Posició         | Astronauta               | Astronauta               |
| --------------- | ------------------------ | ------------------------ |
| Pilot Comandant | Alan L. Bean             | Alan L. Bean             |
| Pilot           | Clifton C. Williams, Jr. | Clifton C. Williams, Jr. |

### Tripulació en suport
- L. Gordon Cooper, Jr. (Cape i Houston CAPCOM)
- Edwin E. Aldrin (Houston CAPCOM)

## Paràmetres de la missió
- Massa: 3.762,6 kg
- Perigeu: 159,9 km
- Apogeu: 268,9 km
- Inclinació: 28,87°
- Període: 88,79 min

### Acoblament
- Acoblat: 19 de juliol de 1966 - 04:15:00 UTC
- Desacoblat: 20 de juliol de 1966 - 19:00:00 UTC

### Passeig espacial
- Collins - EVA 1 (es va aixecar)
  - Inici: 19 de juliol de 1966, 21:44:00 UTC
  - Fi: 19 de juliol de 1966, 22:33:00 UTC
  - Duració: 0 hores, 49 minuts
- Collins - EVA 2
  - Inici: 20 de juliol de 1966, 23:01:00 UTC
  - Fi: 20 de juliol de 1966, 23:40:00 UTC
  - Duració: 0 hores, 39 minuts